# Sahagún (Gerichtsbezirk)
Der Gerichtsbezirk Sahagún ist einer der sieben Gerichtsbezirke in der Provinz León.
Der Bezirk umfasst 20 Gemeinden auf einer Fläche von 1.267,65 km² mit dem Hauptquartier in Sahagún.

## Gemeinden
| Gemeinde                      | Einwohner (2024) | Fläche km² | Dichte Einw./km² | Cod INE | Postleitzahl |
| ----------------------------- | ---------------- | ---------- | ---------------- | ------- | ------------ |
| Almanza                       | 609              | 141,99     | 4                | 24004   | 24170        |
| Bercianos del Real Camino     | 186              | 34,24      | 5                | 24018   | 24325        |
| El Burgo Ranero               | 690              | 98,34      | 7                | 24024   | 24343        |
| Calzada del Coto              | 223              | 56,03      | 4                | 24031   | 24342        |
| Castrotierra de Valmadrigal   | 105              | 23,50      | 4                | 24050   | 24323        |
| Cea                           | 378              | 112,34     | 3                | 24051   | 24174        |
| Cebanico                      | 143              | 89,75      | 2                | 24052   | 24892        |
| Escobar de Campos             | 31               | 17,14      | 2                | 24069   | 24341        |
| Gordaliza del Pino            | 239              | 27,32      | 9                | 24077   | 24325        |
| Grajal de Campos              | 209              | 25,37      | 8                | 24080   | 24340        |
| Joarilla de las Matas         | 245              | 51,47      | 5                | 24086   | 24324        |
| Sahagún                       | 2.398            | 123,64     | 19               | 24139   | 24320        |
| Santa Cristina de Valmadrigal | 273              | 40,02      | 7                | 24153   | 24290        |
| Santa María del Monte de Cea  | 209              | 92,22      | 2                | 24156   | 24343        |
| Vallecillo                    | 101              | 23,36      | 4                | 24191   | 24324        |
| Villamartín de Don Sancho     | 144              | 31,66      | 5                | 24213   | 24344        |
| Villamol                      | 136              | 39,63      | 3                | 24215   | 24175        |
| Villamoratiel de las Matas    | 120              | 37,23      | 3                | 24217   | 24339        |
| Villaselán                    | 180              | 56,52      | 3                | 24226   | 24344        |
| Villazanzo de Valderaduey     | 368              | 145,88     | 3                | 24229   | 24328        |
| Gerichtsbezirk Sahagún        | 6.987            | 1.267,65   | 6                | –       | –            |